# Nondwa
Nondwa è una circoscrizione rurale (rural ward) della Tanzania situata nel distretto di Bahi, regione di Dodoma. Conta una popolazione di 12 079 abitanti (censimento 2022).